# Seacliff State Beach
Seacliff State Beach è una spiaggia situata nella Baia di Monterey, nella città di Aptos, contea di Santa Cruz, in California. È nota per la presenza della vecchia nave da trasporto liquidi in cemento armato risalente alla prima guerra mondiale, SS Palo Alto.

## Flora
La spiaggia ospita molti tipi di uccelli e animali acquatici, tra cui cozze, vermi di oceano, stelle marine, anemoni di mare,  granchi, granchi di roccia, foche, sgombri, halibut, lingcod (Ophiodon elongatus), acciughe,  uccelli marini scuri, leoni marini, delfini e balene.